# بوسكو في حديقة الحيوان
بوسكو في حديقة الحيوان (بالإنجليزية: Bosko at the Zoo)‏ هو فيلم رسوم متحركة أبيض وأسود أمريكي قصير من إنتاج عام 1932 يشارك فيه بوسكو أحد شخصيات لوني تونز كاريكاتوري، صدر فيلم في 9 يناير 1932 أخرجه هيو هارمان وموسيقى فرانك مارساليس.

## روابط خارجية
- بوسكو في حديقة الحيوان  في قاعدة بيانات الأفلام على الإنترنت (بالإنجليزية)
- Bosko at the Zoo on YouTube (unrestored)